# آندراش فیر
آندراش فِـیـِر (مجاری: András Fejér؛ زادهٔ ۱ ژانویهٔ ۱۹۵۵) موسیقی‌دان، آهنگساز، نوازندهٔ ویولن اهل مجارستان است.
او دانش‌آموختهٔ آکادمی موسیقی فرانتس لیست و یکی از بنیان‌گذاران اصلی کوارتت تاکاچ است.